# Klaus Marowski
Klaus Marowski (geboren am 16. September 1942) ist ein ehemaliger deutscher Fußballspieler.
Von 1967 bis 1975 spielte er bei Vorwärts Stralsund. In seiner aktiven Zeit spielte er mit dem Stralsunder Verein zwei Spielzeiten in der höchsten Spielklasse der DDR, der Oberliga, nämlich die Saison 1971/1972 und die Saison 1974/1975.